# Nihoa tatei
Nihoa tatei – gatunek pająków z infrarzędu ptaszników i rodziny Barychelidae. Występuje endemicznie  w Papui-Nowej Gwinei.

## Taksonomia
Gatunek ten opisany został po raz pierwszy w 1994 roku przez Roberta Ravena na podstawie pojedynczej samicy odłowionej w 1953 roku. Jako lokalizację typową wskazano północny stok Mount Dayman w paśmie Maneau w Papui-Nowej Gwinei. Epitet gatunkowy nadano na cześć Geoffrey’a Tate, który odłowił materiał typowy.

## Morfologia
Holotypowa samica ma ciało długości 11 mm oraz karapaks długości 3,8 mm i szerokości 3,6 mm. Karapaks jest w zarysie prawie jajowaty, ubarwiony pomarańczowobrązowo bez przyciemnień, porośnięty brązowymi włoskami i czarnymi szczecinkami. Jamki karapaksu są szerokie i wyraźnie zakrzywione. Szczękoczułki są pomarańczowobrązowe, porośnięte brązowymi szczecinkami. Rastellum wykształcone jest w formie niskiego wzgórka z 8–12 krótkimi, zakrzywionymi szczecinkami zwisającymi nad pazurem jadowym. Bruzda szczękoczułka ma 7 zębów na krawędzi przedniej oraz 2 małe zęby w części środkowo-nasadowej. Szczęki zaopatrzone są w 5–6 kuspuli. Na wardze dolnej brak kuspuli. Odnóża są pomarańczowobrązowe, nieobrączkowane, pozbawione cierni bazyfemoralnych i grzebieni. Skopule występują tylko w odsiebnych częściach nadstopiów dwóch pierwszych par. Kądziołki przędne pary tylno-środkowej są dobrze wykształcone. Opistosoma (odwłok) jest z wierzchu jasnobrązowa z szerokimi, brązowymi szewronami wygrodzonymi przez jasne linie ukośne. Genitalia samicy mają dwie spermateki, każda złożona z niskiego, trójkątnego płata wewnętrznego i wąskiego płata zewnętrznego o silnie rozszerzonym wierzchołku.

## Występowanie
Pająk ten występuje endemicznie w Górach Owena Stanleya w Papui-Nowej Gwinei. Znany jest wyłącznie z miejsca typowego w prowincji Milne Bay. Stwierdzony został na wysokości 2230 m n.p.m.